# Œuf d'insecte

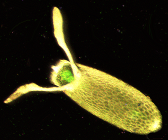
Œuf de Drosophila melanogaster

 (juin 2024).
 (juillet 2011).
Pour les articles homonymes, voir Œuf.
« Oothèque » redirige ici. Pour l'œuf de chondrichthyens, voir Bourse de sirène.
L'œuf d'insecte est le premier stade du cycle de vie des insectes. Il s'agit d'une structure biologique assurant le développement de l'embryon qu'il contient. L'œuf d'insecte peut se présenter sous différentes formes, tailles et encore le mode de ponte de celui-ci. Après un période d'incubation, l'éclosion de l'œuf peut donner naissance à une nymphe ou une larve selon le type de métamorphose de l'insecte.

## Sujets en rapport avec l'œuf d'insecte

### Aspect
L'œuf de l'insecte est souvent orné[Quoi ?] de motifs très délicats,[Quoi ?] de couleurs diverses[réf. nécessaire].

### Chorion
Il s'agit d'une enveloppe autour des œufs de certains insectes. Une étape de déchorionisation est nécessaire sur les œufs de moustiques pour pouvoir effectuer des expériences de manipulation génétique.

### Micropyle
Il s'agit d'une ouverture, en général apicale, de l'œuf de l'insecte. C'est le point d'entrée du sperme.

### Durée de l'incubation
Chez la plupart des espèces qui laissent le développement de leurs œufs dépendre des conditions extérieures (insectes, poissons, amphibiens, reptiles...), la durée de ce développement n'est pas fixe comme chez les espèces homéothermes qui incubent leurs œufs (oiseaux, mammifères protothériens). Pour se développer les œufs des premiers ont besoin d'une certaine « quantité » de chaleur. Une valeur peut être calculée de façon à modéliser ce besoin, ce chiffre en unité degrés/jours présume à un nombre de jours et des températures auxquelles s'est déroulé le développement. Plus les températures sont basses, plus grande sera la durée entre la ponte et l'éclosion.

### Oothèque

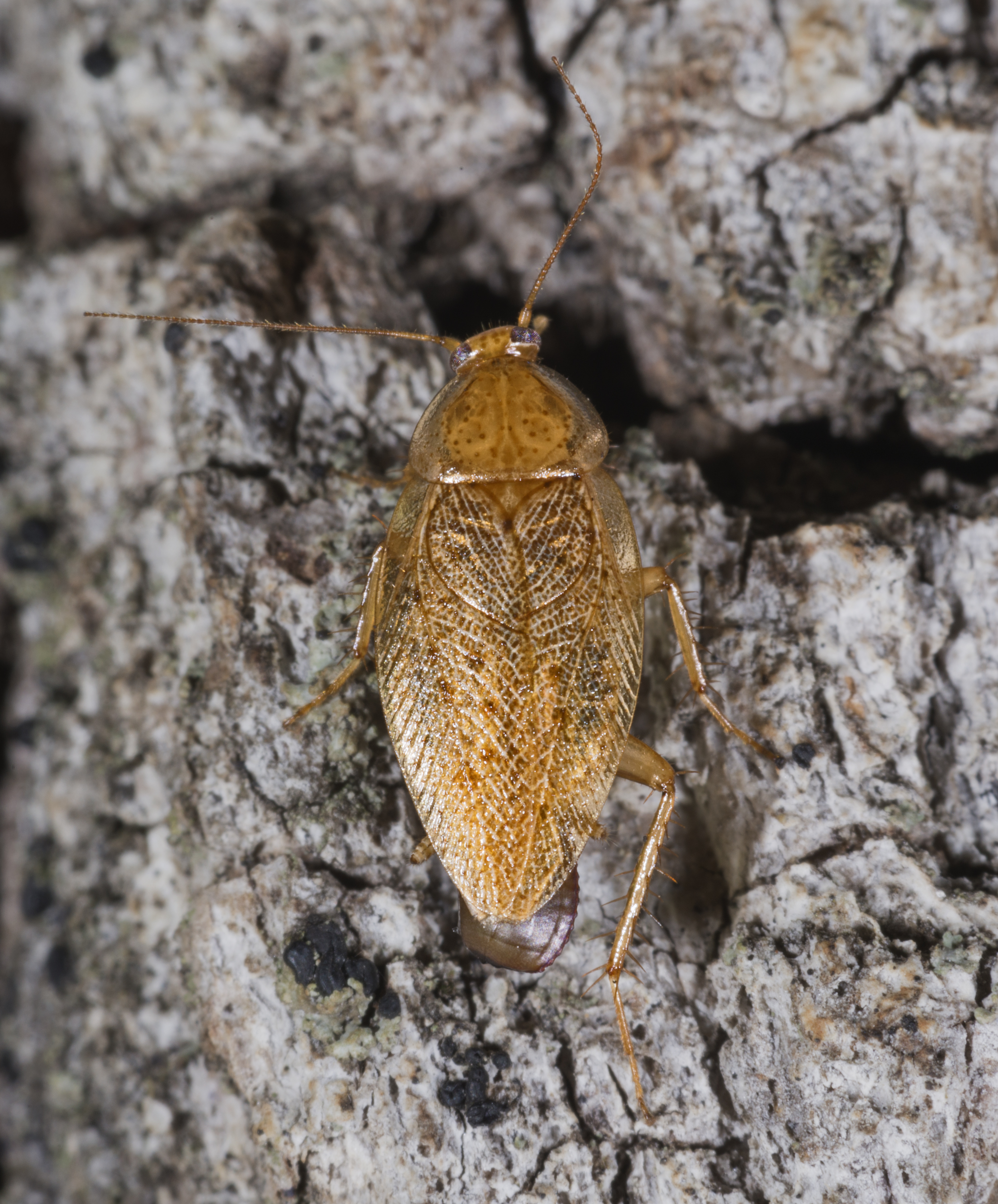
Blatte femelle (Ectobius pallidus) portant une oothèque
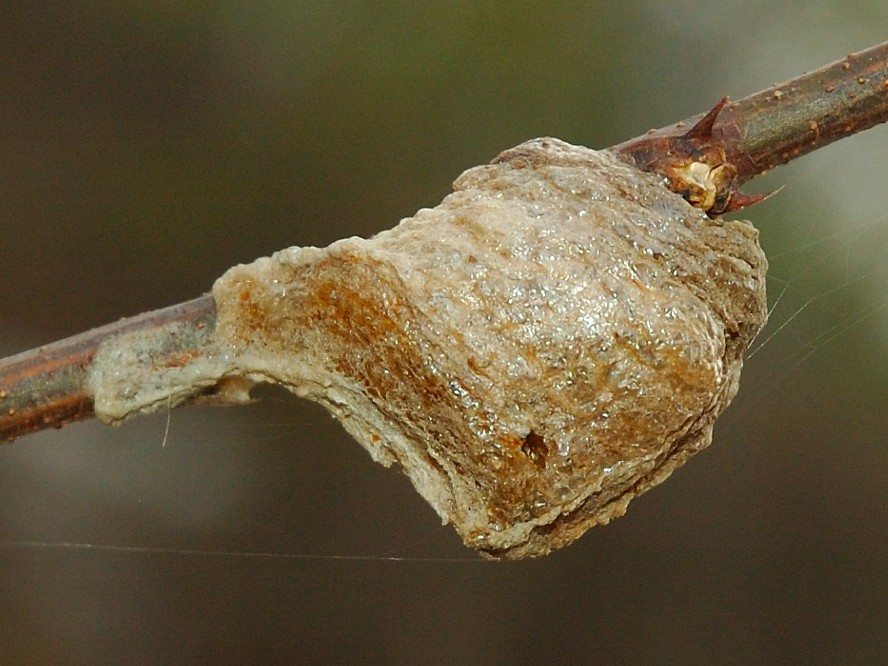
Oothèque de mante
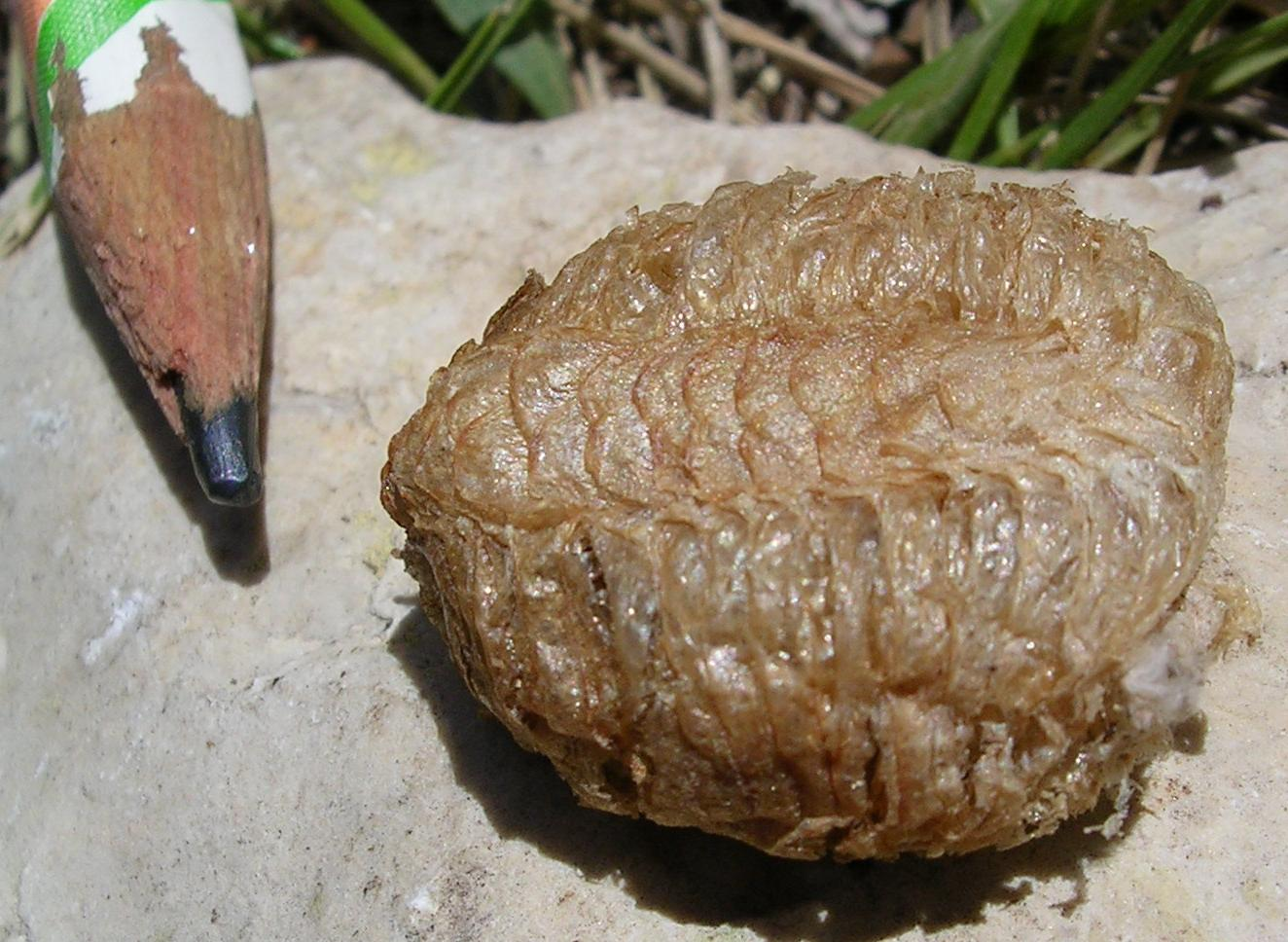
Oothèque de Mantis religiosa

Membrane-coque qui protège la ponte (œufs) de certains insectes, notamment les blattes et les mantes, et chez certains mollusques.
Le mot est une combinaison de deux mots grecs oion, signifiant "œuf" et theke, signifiant "couverture" ou "contenant".
Une oothèque contient normalement de nombreux œufs, entourés d'une mousse de protéines qui peut alors durcir pour former une carapace solide assurant une protection.
La ponte flottante de certaines espèces de moustiques s'appelle une nacelle.

### Ovipare
L'adjectif ovipare caractérise des animaux qui pondent des œufs. Le nom correspondant à cet adjectif est "oviparité".
La plupart des insectes sont ovipares, mais certains sont ovovivipares, c’est-à-dire que les œufs éclosent à l'intérieur du corps de la femelle, et ce sont des jeunes actifs qui naissent (cas des pucerons).

### Oviposition
Acte pour une femelle de pondre et de placer ses œufs dans un endroit particulier.
Les œufs sont déposés en un ensemble compact qui évoque, par sa forme, un abdomen de femelle pleine.
Ce "couvain" de mante religieuse est déposé en des endroits rigides et stables, là où il ne peut être atteint par tout ce qui vient du ciel : pluie, givre, grêlons; même le soleil direct semble évité.
Ce "couvain" est donc déposé en dessous de tout ce que l'on peut trouver dans la nature.
Le jardinier sera donc bien avisé de protéger ce "couvain" de mante religieuse (insecticide naturel utile au jardin) qui peut avoir été déposé dans sa remise, sur un outil ou sous une simple planche qui traîne dans le jardin.

### Ovipositeur
Il s'agit d'un organe généralement long et effilé, à l'aide duquel de nombreux insectes déposent leurs œufs dans les endroits les plus favorables à leur incubation.
Il existe plusieurs types d'ovipositeurs ou "oviscaptes" : généralement, cet organe de ponte est en forme de sabre comme chez les Ensifères (ensis = épée), insectes de l'ordre des Orthoptères. D'autres insectes comme les Raphidies (Super-ordre des Névroptères) présentent également ce type d'organe, chez les femelles.
L'ovipositeur peut être une longue tarière comme dans le cas de certaines espèces de Gasteruptiidae ou d'Ichneumonidae.
Par contre, les espèces comme la libellule émeraude qui pondent en vol au-dessus de l'eau n'ont pratiquement pas d'ovipositeur. Celles qui pondent superficiellement dans le sol mou ont un ovipositeur très court, comme la  Cordulie métallique.

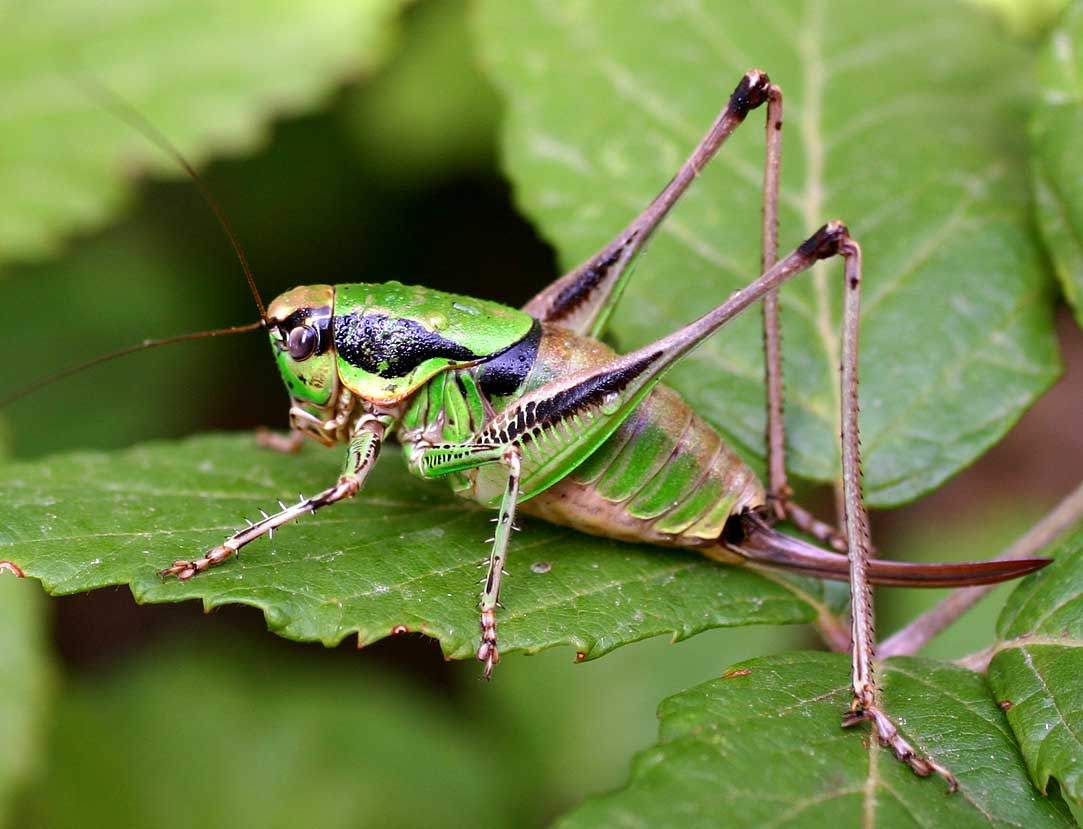
Eupholidoptera chabrieri (ovipositeur en forme de sabre)
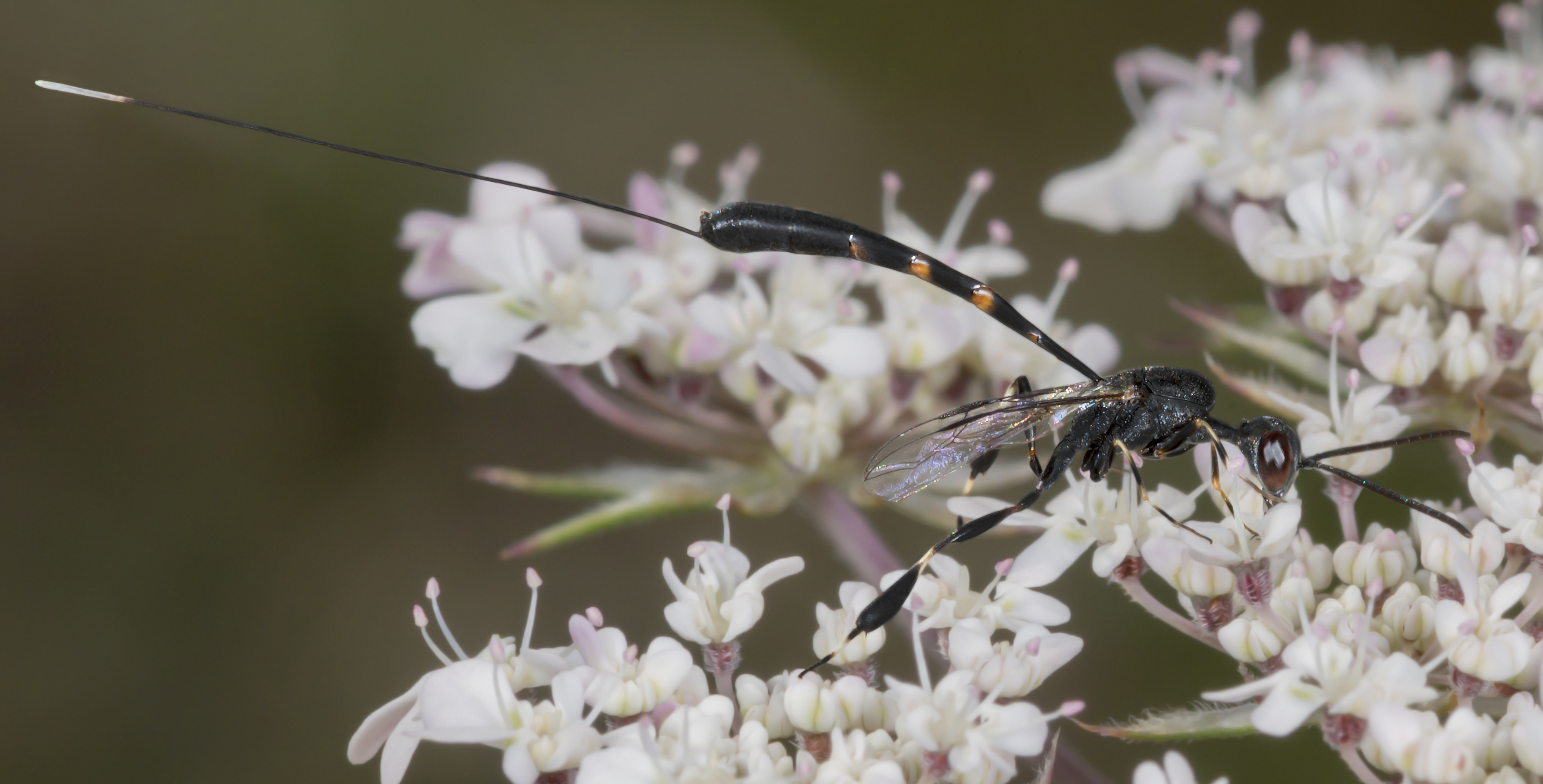
Gasteruption jaculator (ovipositeur long et fin)
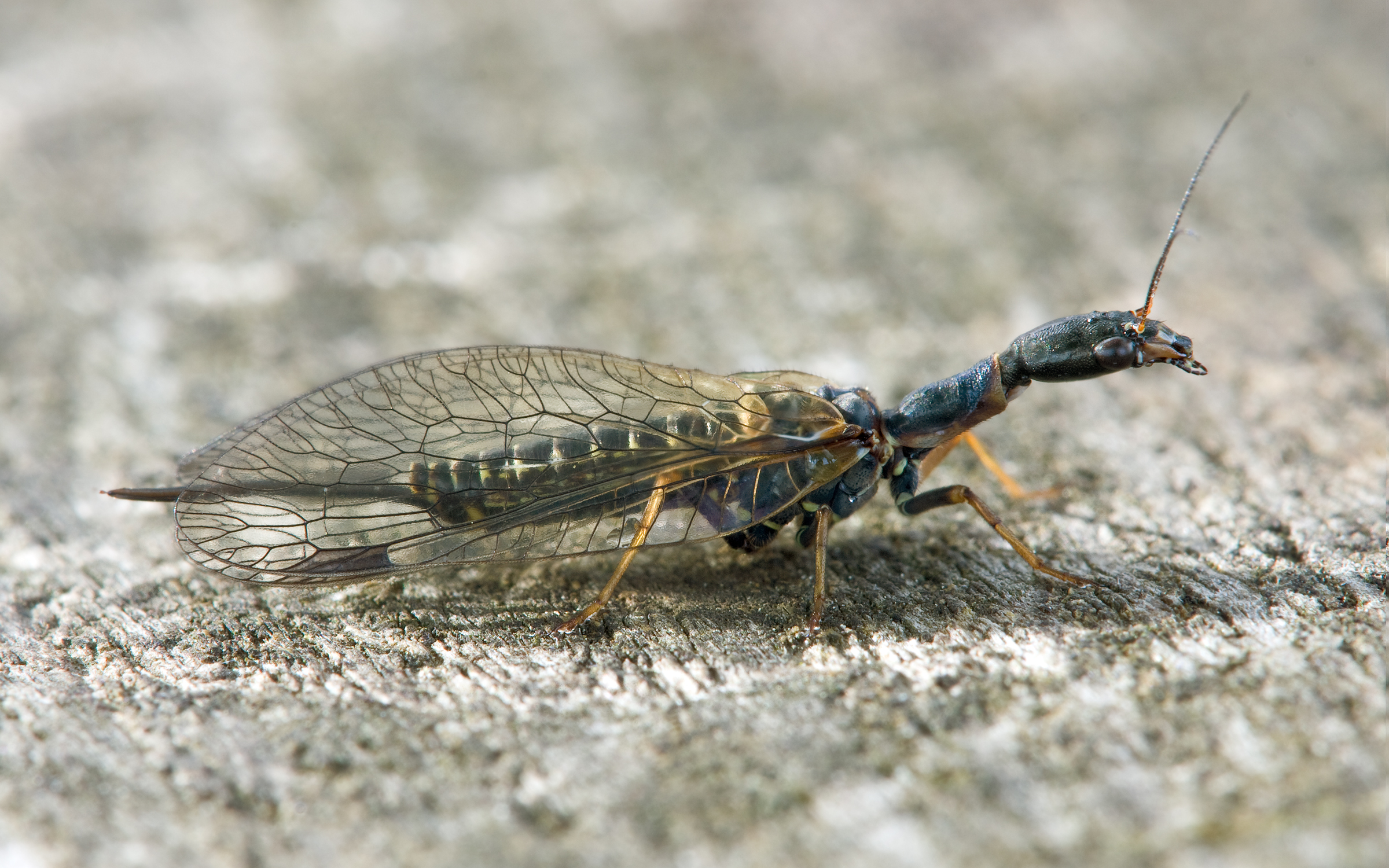
Ovipositeur de Phaeostigma major
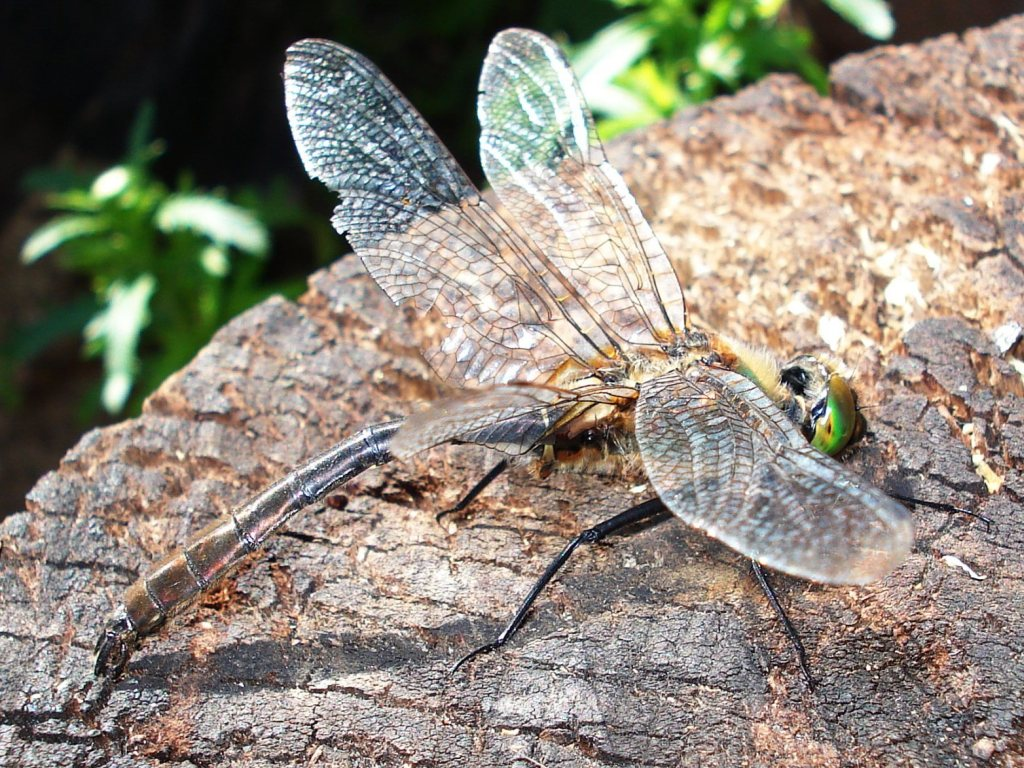
Cordulie métallique (ovipositeur très réduit)